# 斜長石

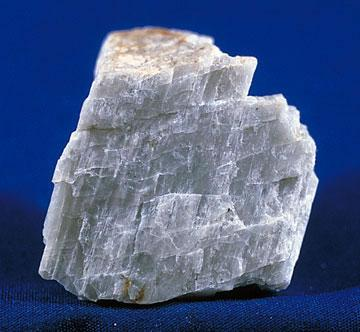
斜長石のへき開した状態

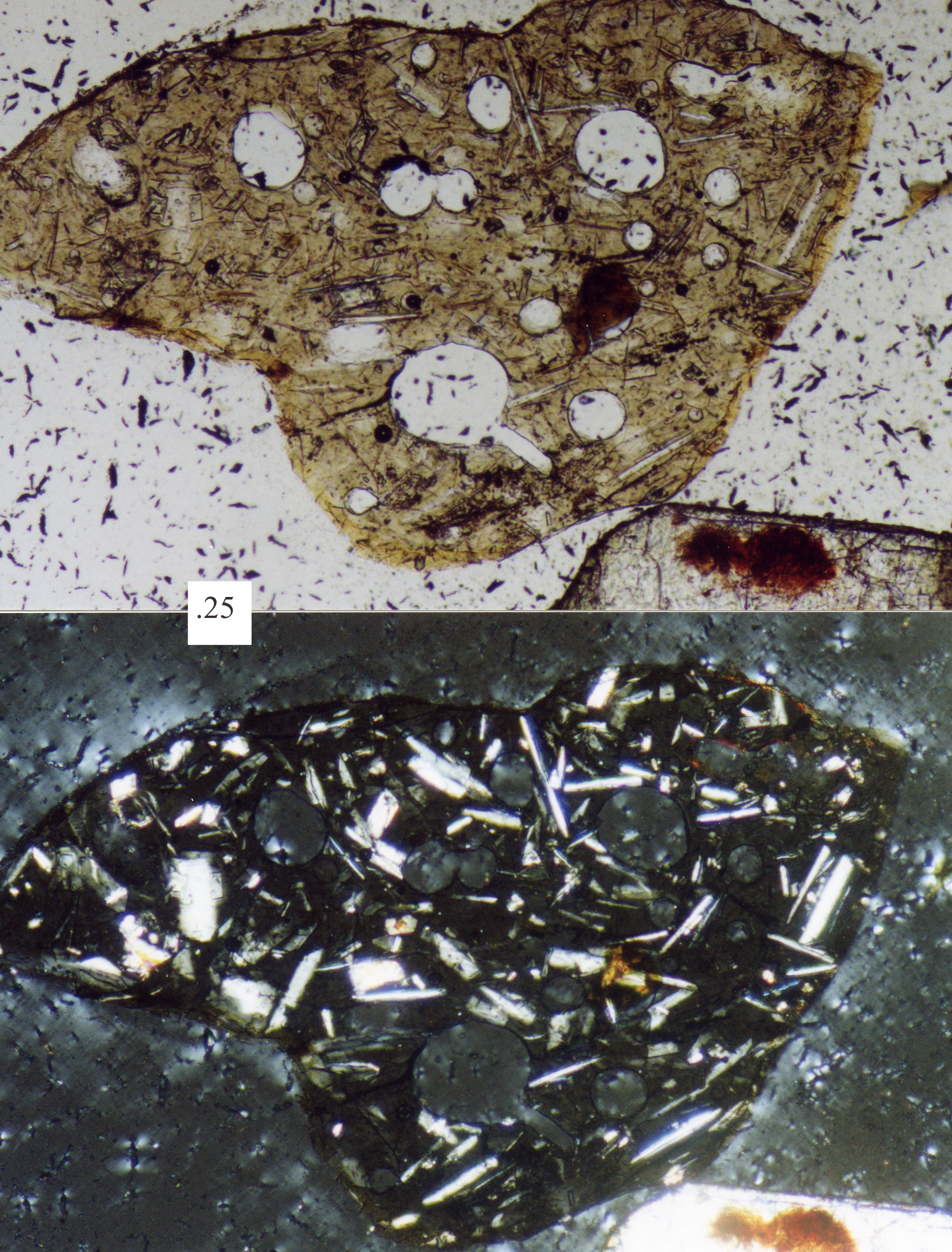
火山岩では粒度の小さい斜長石が'マイクロリティック'な状態を小さな結晶内で見せることがある。

斜長石（しゃちょうせき、Plagioclase、プラジオクレース）はケイ酸塩鉱物の中の長石の一種であり、固溶体の一つである。（2つのへき開面を持ち斜めに交差していることから、ギリシャ語のplágios (πλάγιος '斜め') + klásis (κλάσις '割れ目')に因みplagioclase feldsparと名づけられた。）ドイツの鉱物学者であるヨハン・F・C・ヘッセルが1826年に発見した。この鉱物は曹長石から灰長石までの一連の鉱物の端成分（それぞれの鉱物を組織するNaAlSi3O8やCaAl2Si2O8など）を占めており、ナトリウムやカルシウムなどの原子が結晶格子に入ることができるようになっている。斜長石はその抱合的な双晶か「レコードの溝効果」の観察で特定される。
斜長石は地殻の主要な構成成分であるため、岩石学で岩石の組成を特定し、火成岩の起源と成長を調べるために使われる。斜長石はまた月の石の主成分である。

## 斜長石の種類
| Name           | % An   | % Ab   |
| -------------- | ------ | ------ |
| 灰長石         | 90–100 | 10–0   |
| 亜灰長石       | 70–90  | 30–10  |
| ラブラドル長石 | 50–70  | 50–30  |
| 中性長石       | 30–50  | 70–50  |
| 灰曹長石       | 10–30  | 90–70  |
| 曹長石         | 0–10   | 100–90 |